# Си (рабство)
Си — понятие, соответствующее термину рабство в Древнем Китае.

## Значение
Впервые встречается во времена династии Шан (Инь), в XIV—XI веках до н. э., в гадательных надписях, как название племени, жившего на севере государства Инь. В этих же надписях термин «си» употребляется для обозначения лиц, взятых в плен. По всей видимости, уже тогда под «си» подразумевали пленных рабов. Позже, уже в эпоху Чжоу, в XI—III столетиях до н. э., понятие «си» широко применялось для обозначения рабства.